# Hundlatrin

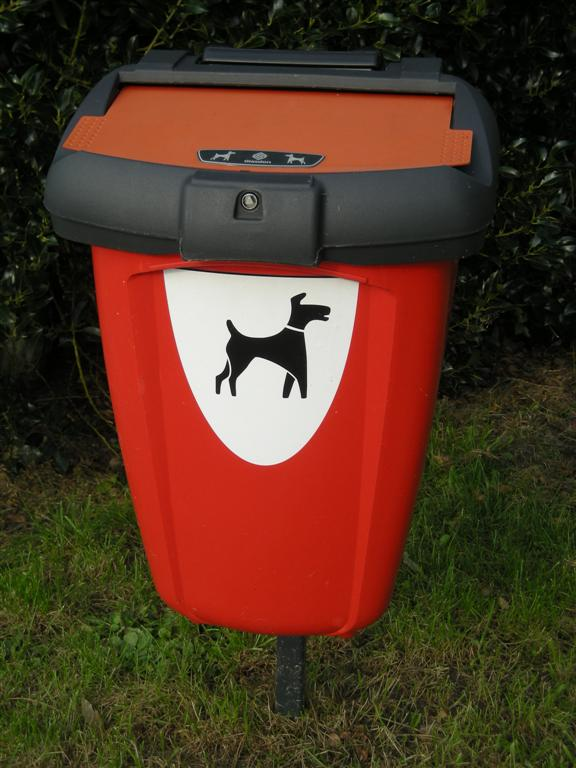
Hundlatrin.

Hundlatrin är en specifik avsedd plats där man kan göra sig av med avföring från hundar. Hundlatrin är ofta placerade vid offentliga områden som parker eller gångbanor. 
Regler finns i varje kommun i Sverige för att man skall plocka upp bajset efter sin hund.
Ordet härstammar från ordet latrin som beskriver en grop avsedd för uppsamlande av avskräde.